# Jerčin
Jerčin este o localitate din comuna Podčetrtek, Slovenia, cu o populație de 58 de locuitori.